# Рут Оркін
Рут Оркін (англ. Ruth Orkin; 3 вересня 1921, Бостон — 16 січня 1985, Нью-Йорк) — американська фотографиня, кінорежисерка і продюсерка, сценаристка, операторка-постановниця.

## Життєпис
Рут Оркін виросла в Голлівуді, де її мати була акторкою німого кіно. У 1939 році Оркін вчилася фотожурналістиці у Міському коледжі Лос-Анджелесу. Під час Другої світової до переїзду в Нью-Йорк у 1943 році служила в Жіночому армійському допоміжному корпусі.
Оркін переїхала до Нью-Йорку в 1943 році і почала працювати фотографкою у нічних клубах. Пізніше вона стала успішною позаштатною фотографкою, подорожуючи по всьому світу і продаючи свої знимки таким виданням, як Life, Look і Ladies' Home Journal. Оркін відвідувала заходи Фотоліги, але вступила в неї офіційно тільки після того, як ліга у 1947 році опинилася в чорному списку міністерства юстиції. У 1952 році Оркін одружилася з фотографом, режисером і членом Фотоліги Моррісом Енджелом, працювала з ним як редакторка і співрежисерка в декількох незалежних фільмах.
Оркін здобула популярність завдяки фотографії «Американка в Італії» (англ. American Girl in Italy), зробленій у 1951 році. На світлині зображена 23-річна Ніна Крейг (відома тоді як Джинкс Аллен). Оркін помітила, як чоловіки на вулиці дивляться на Аллен, і зафіксувала цей момент, попросивши її пройтися вулицею знову, щоб про всяк випадок зробити ще одне фото.
У 1970-х Рут Оркін викладала фотографію в Школі візуальних мистецтв і в Міжнародному центрі фотографії.
Померла від раку в своїй квартирі на Манхеттені у віці 63 років.

## Твори

### Книги
- «Світ з мого вікна» (A World Through My Window), Harper and Row, 1978
- «Фотожурнал» (A Photo Journal), The Viking Press, 1981
- «Інші фотографії з мого вікна» (More Pictures from My Window), Rizzoli, 1983

### Фільми
- «Маленький утікач» (The Little Fugitive), 1953
- «Коханці і льодяники» (Lovers and Lollipops), 1955